# Educación secundaria

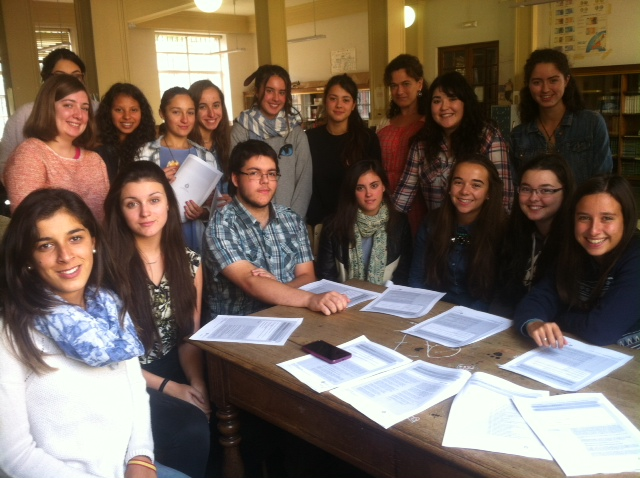
Estudiantes españoles de bachillerato.

La educación secundaria, educación media, segunda enseñanza, enseñanza secundaria, enseñanza media, o estudios medios, son los nombres que se dan a la etapa posterior a la educación primaria, en la educación formal, y antes de la enseñanza superior. En algunos países hispanohablantes se denomina bachillerato a los últimos cursos de la educación secundaria. Tiene como objetivo capacitar al alumno para poder iniciar estudios de educación superior. Tras la finalización de la educación secundaria, es usual optar por el mundo laboral, por una formación profesional o por estudiar en la universidad. En Argentina también se le conoce como Centro de Formación Integral (C.F.I.).
La educación secundaria puede ser común para todos los alumnos o diversificada en vías formativas según las salidas posteriores. Las modalidades, a la vez, pueden tener diversas especializaciones y orientaciones que permiten formarse en temas específicos.

## Historia
Una forma de educación para adolescentes se hizo necesaria en todas las sociedades que tenían un alfabeto y se dedicaban al comercio. En Europa occidental, la educación secundaria formal se remonta a las reformas educativas atenienses de 320 a. C.. Aunque su civilización fue eclipsada y fueron esclavizados, los maestros helenísticos atenienses fueron valorados en el Sistema romano. Las escuelas de retórica romanas y helenísticas enseñaban las siete artes y ciencias liberales: gramática, retórica, lógica, aritmética, geometría, música y astronomía, que se consideraban una preparación para el estudio a nivel terciario de la teología, el derecho y la medicina. Para ingresar en estas escuelas, los niños recibían clases particulares en casa. Las niñas sólo recibían clases en casa.
Inglaterra es un buen ejemplo. Cuando Agustín de Canterbury introdujo el cristianismo en 597, no existían escuelas. Necesitaba sacerdotes preparados para dirigir los servicios religiosos y niños para cantar en el coro. Tuvo que crear tanto las escuelas de gramática que enseñaban latín, para que los ingleses pudieran estudiar para el sacerdocio, como las escuelas de canto (escuelas corales) que formaban a los "hijos de los gentileshombres" para cantar en los coros de las catedrales. En el caso de Canterbury (597) y Rochester (604), ambas siguen existiendo. Bede en su Historia Eclesiástica (732) cuenta que en la escuela de Canterbury se enseñaba algo más que la 'lectura y comprensión del latín', sino también 'las reglas de la métrica, la astronomía y el computus, así como las obras de los santos'. Incluso en esta etapa había tensiones, ya que a la Iglesia le preocupaba que el conocimiento del latín diera al alumno acceso a textos no cristianos que no desearía que leyeran.
Durante los siglos que condujeron al renacimiento y a la reforma, la Iglesia fue el principal proveedor de educación secundaria. Diversas invasiones y cismas en el seno de la Iglesia controladora pusieron en tela de juicio el enfoque de las escuelas, y el plan de estudios y el idioma de instrucción sufrieron altibajos. A partir de 1100, con el crecimiento de las ciudades, se fundaron escuelas de gramática "libres" de la iglesia, y algunas escuelas de gramática eclesiásticas pasaron a manos de la laicidad. Se fundaron universidades que no sólo formaban estudiantes para el sacerdocio.

### Renacimiento y Reforma
Mientras que en la Europa continental el Renacimiento precedió a la Reforma, las condiciones locales en Inglaterra hicieron que la Reforma llegara primero. La Reforma consistía, entre otras cosas, en permitir a los laicos interpretar la Biblia a su manera, sin la intervención de los sacerdotes, y preferiblemente en lengua vernácula. Esto estimuló la fundación de escuelas de Gramática libres, que buscaban un plan de estudios menos encorsetado. La colonización exigía conocimientos de navegación, medición, idiomas y administración. Los laicos querían que se enseñaran a sus hijos. Después que la Biblia de Gutenberg en 1455 hubo dominado la impresión con tipos metálicos móviles y la Biblia de Tyndale hubo traducido la Biblia al inglés (1525), El latín se convirtió en una habilidad reservada a la Iglesia católica y a los hijos de la nobleza conservadora. Se empezaron a crear escuelas para los hijos de los mercaderes en Europa y también en las colonias- por ejemplo Boston Latin Grammar School (1635).
Comenio (1592-1670), un moravo protestante considerado el padre de la didáctica, propuso un nuevo modelo de educación en el que se desdeñaba la repetición, las lenguas se enseñaban en la lengua vernácula y apoyaba la educación universal. En su Didactica Magna (Gran Didáctica), esbozó un sistema de escuelas que es el modelo de muchos sistemas escolares occidentales actuales: jardín de infancia, escuela primaria, escuela secundaria, colegio de seis formas, universidad.
La obra de John Locke Some Thoughts Concerning Education' (1693) subrayaba la importancia de una formación intelectual más amplia, del desarrollo moral y del endurecimiento físico. 
Las escuelas de gramática de la época se pueden clasificarse en tres grupos: las nueve escuelas principales, siete de ellas internados que mantenían el plan de estudios tradicional de los clásicos, y en su mayoría servían a "la aristocracia y la escudería"; la mayoría de las antiguas escuelas de gramática dotadas que servían a una amplia base social en sus localidades inmediatas que también se aferraban al antiguo plan de estudios; las escuelas de gramática situadas en las ciudades más grandes, que servían a las familias de comerciantes y comerciantes que abrazaron el cambio.

### Industrialización
Durante el siglo XVIII se amplió su base social y se desarrolló su plan de estudios, sobre todo en matemáticas y ciencias naturales. Pero no era una educación universal y se autoseleccionaba por riqueza. La revolución industrial cambió esta situación. La industria requería una mano de obra instruida y todos los trabajadores debían haber completado una educación básica. 
En Francia, Luis XIV, arrebató el control de la educación a los jesuitas, Condorcet creó Collèges para la educación secundaria inferior universal en todo el país, luego Napoleón estableció un sistema regulado de Lycee.
En Inglaterra, la Ley de Fábricas de 1802 de Robert Peel obligaba al empresario a proporcionar instrucción en lectura, escritura y aritmética durante al menos los cuatro primeros de los siete años de aprendizaje. El Estado había asumido la responsabilidad de la educación básica de los pobres. La provisión de plazas escolares seguía siendo insuficiente, por lo que una Orden del Consejo de 10 de abril de 1839 creó el Consejo Privado del Reino Unido de Educación.

### Educación universal
Hubo una considerable oposición a la idea de que los niños de todas las clases recibieran educación básica, todas las iniciativas como escuelas industriales y escuelas dominicales fueran inicialmente una iniciativa privada o eclesiástica. Con la Gran Exposición de 1851, se puso de manifiesto el retraso que había sufrido el sistema educativo inglés.
Se encargaron tres informes para examinar la educación de los niños de las clases alta, media y trabajadora. La Comisión Clarendon pretendía mejorar las nueve Grandes Escuelas Públicas. La Comisión Taunton examinó las 782 escuelas de gramática (privadas y públicas). Encontraron una calidad variable y una cobertura geográfica desigual, con dos tercios de todas las ciudades sin ninguna escuela secundaria. No existía una concepción clara de la finalidad de la enseñanza secundaria. Sólo había trece escuelas femeninas y su enseñanza era superficial, desorganizada y poco científica. Recomendaron un sistema de escuelas de primer grado a la edad de 18 años para preparar a los chicos de clase alta y media-alta que accedían a la universidad, de segundo grado a la edad de 16 años para los chicos que se preparaban para el ejército o las nuevas profesiones, y de tercer grado a la edad de 14 años para los chicos de los pequeños arrendatarios, pequeños comerciantes y artesanos superiores. Esto dio lugar a la 1869 Ley de escuelas subvencionadas, que abogaba por que las niñas disfrutasen de la misma educación que los niños.
La Comisión Newcastle investigó "el estado de la educación pública en Inglaterra y para considerar e informar qué medidas, en su caso, son necesarias para la extensión de una instrucción elemental sólida y barata a todas las clases del pueblo". El resultado fue la 1861 Informe Newcastle, que dio lugar a la Ley de Educación Elemental de 1870 (Ley Forster).
Los consejos escolares creados por la Ley de Educación Elemental de 1870 (Ley Forster) y dejaron de impartir educación secundaria por la Sentencia Cockerton de 1899. En esa época, la edad de abandono escolar era de 10 años. La sentencia dio lugar a la Ley de Educación de 1902 (Ley Balfour). La educación obligatoria se amplió hasta los 12 años. Las nuevas Local Education Authorities (LEA)s que se formaron a partir de los consejos escolares; empezaron a abrir Higher Grade Elementary Schools (ISCED Level2) o escuelas de condado para complementar a las grammar schools dotadas. A estas LEAs se les permitió construir escuelas secundarias de segundo grado que, en su mayoría, se convirtieron en las futuras escuelas secundarias modernass.
En el "Reglamento de 1904 para las escuelas secundarias", el Board of Education determinó que las escuelas secundarias debían ofrecer :
un curso de cuatro años basado en asignaturas y conducente a la obtención de un certificado en lengua y literatura inglesas, geografía, historia, una lengua extranjera, matemáticas, ciencias, dibujo, trabajos manuales, entrenamiento físico y, para las chicas, amas de casa.
La Ley de Educación de 1918 (Ley Fisher) amplió la educación obligatoria a tiempo completo a los 14 años, y recomendó la educación obligatoria a tiempo parcial de los 14 a los 18 años.
El Hadlow, "Education the Adolescent" (1926) propuso que hubiera un punto de ruptura a los once años, estableciendo escuelas primarias y escuelas secundarias.
Las Naciones Unidas, fundadas en 1947, se comprometieron con la educación para todos, pero la definición era difícil de formular.
La Declaración Universal de los Derechos Humanos (1948) declaró que la educación elemental y fundamental, que no definía, era un derecho del que debían disfrutar todos. La Ley de Educación de 1944 (Ley Butler) introdujo cambios radicales en la financiación de la enseñanza pública mediante el sistema tripartito, pero no pudo hacer frente a las escuelas privadas. Introdujo el GCE 'O'level a los 16 años, y el 'A' a los 18, pero sólo elevó la edad de abandono escolar hasta los 15 años, haciendo que el examen fuera inaccesible para la mayoría. Pero un año de enseñanza secundaria de nivel CINE 3 (superior) era obligatorio y gratuito.
En 1972 se elevó el abandono escolar a los 16 años. La Ley de Educación y Competencias de 2008, cuando entró en vigor en el curso 2013, exigía inicialmente la participación en algún tipo de educación o formación hasta el curso escolar en el que el menor cumpliera 17 años, y posteriormente se elevó la edad hasta los 18 años del joven en 2015. Esto se denominó elevar la "edad de participación" para distinguirla de la edad de abandono escolar, que se mantiene en 16 años. De este modo, el Reino Unido sigue la pauta de la educación secundaria de nivel ISCED 3 (superior).

## Centro de Formación Integral (Argentina)
El Centro de Formación Integral (C.F.I.., anteriormente denominado Centro de Formación Laboral) es un servicio educativo dependiente de la rama de Educación Especial creado en el año 1986, comenzando a funcionar en una casa alquilada por la Dirección General de Cultura y Educación de la Provincia de Buenos Aires. Dos años después se trasladó a la casa-habitación de la Escuela Nro. 18 sobre calle Dorrego pero el incremento de la matrícula y la incorporación de nuevos talleres, sumado al deterioro del edificio, generaron que en 2001 se autorizó el traslado a un inmueble ubicado en calle Ramón Hernández 733 y desde 2006 funciona en Pasaje Venini y Pasteur, barrio Evita.
Actualmente se cuenta con una matrícula de cien alumnos con discapacidad intelectual, sordos e hipoacúsicos, discapacidad motora, discapacidad visual y trastornos emocionales severos todos ellos de entre 12 y 16 años de edad.

### Desarrollo pedagógico y laboral
La resolución 1969 de este año, conformó el Centro de Formación Integral (C.F.I) dividiendo la población escolar en dos ciclos: Básico y Superior.
En el establecimiento educativo se brinda a la población escolar la formación general en cuanto a lo estrictamente pedagógico: matemática, técnicas del lenguaje, ciencias naturales y ciencias sociales, además de la formación técnica específica constituida por lo que se denomina técnicamente "familias de profesiones": alimentación en ambos turnos, producción agropecuaria, artesanías, indumentaria y construcciones civiles que también se dividen en formación básica y formación superior.
Al llegar a este último paso, los alumnos realizan prácticas en forma integrada con el Centro de Formación Profesional 401 y 402, E.E.T. 2, Escuela Técnica Agraria, Escuela de Arte y Cooperativa Ferroviaria, sumándose ahora la empresa Changomás al que concurre, como pasante una alumna del establecimiento. Asimismo, otros tres alumnos están trabajando en la órbita del municipio.

"Apuntamos a que los alumnos puedan tener distintas oportunidades de realizar su trayectoria escolar, pudiendo contar con oportunidades para desarrollar sus habilidades en otras instituciones, logrando su autonomía y determinación para un proyecto de vida futuro"

Destacó a LA VERDAD, Claudia Perelli, a cargo del Centro de Formación Integral (C.F.I).
Puso de relieve la docente que:

"de acuerdo a las capacidades funcionales de cada alumno, la terapista ocupacional junto con la asistente educacional, los evalúa y determinan en qué taller pueden integrarse. Tratamos de que se especialicen en algunos otros ambientes, fuera de la institución, apuntando siempre a esa formación integral que se busca".

Precisamente Perelli enfatizó en destacar la apertura recibida de parte de la Cooperativa Ferroviaria que sumó alumnos como pasantes a su plantel.
Los alumnos cuentan con un Centro de Estudiantes integrado a otros centros similares de otros establecimientos educativos de la ciudad.
Las actividades laborales se desarrollan en el marco de una cooperativa y así un grupo de alumnos que integran la misma han participado de una capacitación realizada en la ciudad de Bahía Blanca, en un encuentro cooperativista donde también se intercambiaron experiencias.

### Personal
La planta orgánica funcional del Centro está integrada por una directora, secretaria y el equipo técnico formado por asistente social, educacional y terapista ocupacional, además de seis maestros integradores, dos maestros de apoyo pedagógico, además de maestra de teatro.
Mencionó Claudia Perelli que "la formación general la recibimos con los docentes de las escuelas 501, 502 503 que no forman parte de nuestra planta orgánica funcional, pero están en nuestro establecimiento y compartimos la matrícula".
En cuanto a lo institucional, el C.F.I.(Centro de Formación Integral) también desarrolla actividades conjuntas con otras escuelas enclavadas en el barrio "Evita", un auténtico complejo educativo de la ciudad donde se encuentran representados todos los niveles y ramas de la enseñanza.